# Hans-Peter Liebig
Hans-Peter Liebig (* 23. Januar 1945 in Neuruppin, Brandenburg) ist ein deutscher Agrarwissenschaftler für Gartenbau, er war 2002–2012 Rektor der Universität Hohenheim.

## Biographie
Nach seinem Studium an der Staatlichen Ingenieurakademie für Gartenbau in Berlin-Dahlem von (1965–1968) folgte das Studium an der Technischen Universität Berlin, das er 1972 als Diplom-Agraringenieur abschloss.
Mit seiner Dissertation, Einflüsse endogener und exogener Faktoren auf die Ertragsbildung von Salatgurken (Cucumis satuvus L.), promovierte Hans-Peter Liebig 1978 an der Universität Hannover zum Doktor der Gartenbauwissenschaften, wo er 1989 auch habilitierte. Nach einem Studien- und Forschungsaufenthalt an der Universität Wageningen folgte er 1991 dem Ruf als Professor für Gemüsebau an die Universität Hohenheim. Nach mehrjähriger Tätigkeit als Prodekan, Dekan und Mitglied von Senat und Hochschulrat wurde er 2001 zum Vizepräsidenten gewählt. Ab 1. Oktober 2002 war Liebig Rektor der Universität Hohenheim. Am 7. Mai 2008 bestätigte der Senat der Universität die vorhergegangene Wahl des Universitätsrates für eine zweite Amtszeit von Rektor Liebig. Nach der Wahl durch das zuständige Gremium war Rektor Liebig von April 2009 bis März 2010 zusätzlich Vorsitzender der Landesrektorenkonferenz Baden-Württemberg an. Seine Amtszeit als Rektor endete am 31. März 2012, zu seinem Nachfolger im Amt der Hohenheimer Rektors wurde der Agrarökonom Stephan Dabbert gewählt. Liebig ist Mitglied im erweiterten Vorstand des Universitätsbundes Hohenheim.
Liebig ist verheiratet und hat drei Söhne.

## Ehrungen
Aufgrund seines langjährigen Engagements in Forschungsprojekten in China wurde er im Jahr 2004 mit dem China Friendship Award der VR China ausgezeichnet. 2005 erhielt er die Würde eines Ehrendoktors der Universität für Landwirtschaft und Veterinärmedizin Klausenburg (Cluj-Napoca, Rumänien). Im selben Jahr folgten die Ernennungen zum Ehrenprofessor der Staatlichen Agraruniversität in Stawropol (Russland) sowie der Chinesischen Landwirtschaftsuniversität in Peking (VR China). Im Jahr 2009 folgte die Ehrenpromotion der Universität Belgrad.